# 马耳他护照
马耳他护照是发给马耳他公民的国际旅行证件。其设计与一般欧盟护照类似，封面为勃艮第酒红色，印有金色的马耳他共和国国徽，国徽上方印有UNJONI EWROPEA和MALTA字样。在欧盟及申根国家，马耳他公民可以自由通行。根据2025年1月8日发布的亨利护照指数，马耳他护照可免签证、落地签证或电子签证入境188个国家和地区，位居世界第7，与加拿大、波兰护照并列。

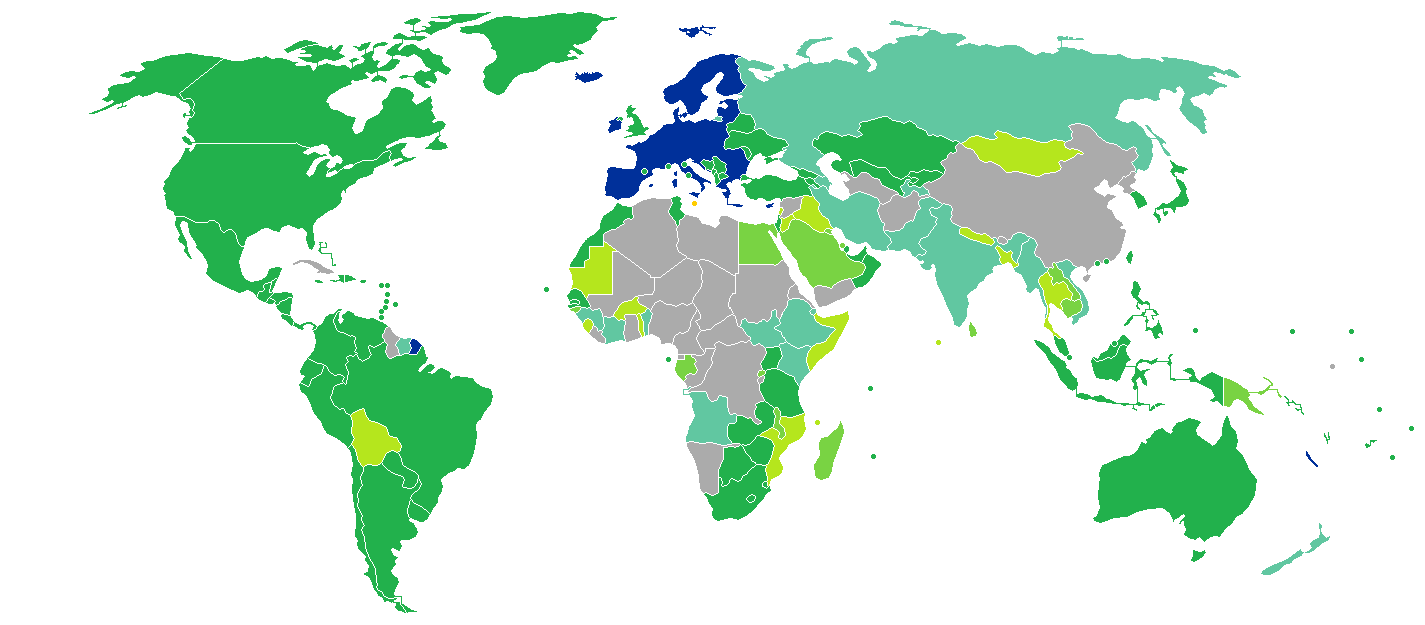
马耳他公民签证要求：
欧盟/申根区，具有出入境自由，可无限期停留
免签证/电子许可
落地签证
落地签证（有限制）
电子签证
可于入境时领取预先批准的签证
需要签证